# Ханс Кртицман
Ханс Кртицман (енгл. Hans Moleman) је измишљени лик из цртане серије Симпсонови, коме глас позајмљује Дан Кастеланета. Он често себи допушта да изгледа јадно, увек је близу трагичних догађаја.